# Програм заштите за принцезе
Програм заштите за принцезе (енгл. Princess Protection Program) амерички је филм из 2009, режиран од стране Алисон Лиди-Браун са главним улогама које тумаче Деми Ловато и Селена Гомез. Сценарио је написала Еди Дијанг по причи Ени Дијанг и Дејвида Моргасена. Филм се премијерно емитовао 26. јуна 2009. у Сједињеним Америчким Државама на Дизни каналу и 30. јуна исте године издато је ДВД издање. Филм је освојио награду за Највољи летњи филм на Наградама тинејџерског одабира.

## Прича
Принцеза Розалинда Монтоја Фјоре ускоро ће бити крунисана краљицом мале државе Коста Луна. Генерал Кејн, диктатор суседне земље Коста Естрела, напада њену палату са својим агентима за време пробе крунисања и покушава да зароби краљевску породицу и преузме земљу. Џо Мејсон, агент Програма заштите за принцезе, тајне организације коју финансирају краљевске породице која се брине о угроженим принцезама, одводи је на безбедно место хеликоптером. Кејнови агенти ипак успевају да ухвате њену мајку, краљицу Софију.
Програм заштите за принцезе скрива Розалинду у Џоовом дому у Луизијани, где ће се маскирати као типична америчка тинејџерка по имену Рози Гонзалес. Она упознаје Џоову кћер, Картер Мејсон, несигурну девојку која ради у породичној продавници мамаца и сања да оде на пролећни плес са својом симпатијом Донијем. Иако је Картер првобитно третира Рози као непријатеља, она почиње да се дружи са њом након што јој је Рози објаснила ситуацију у којој се налази, док њих две постају најбоље другарице. Картер учи Рози да се понаша као типична америчкка тинејџерка, а Рози показује Картер како да разоружа оне који их презиру (нарочито зле девојке које их мрзе Челси и Брук) понашајући се као права принцеза. Рози убрзо постаје популарна у њиховој средњој школи.
У покушају да превари Розалинду у откривању њене локације, генерал Кејн најављује лажне планове да се ожени њеном мајком. Брук открива да је Рози заправо Принцеза Розалинда из часописа који чита за шпански разред. Она и Челси се суочавају са Розалиндом и прете јој да ће је разоткрити, али се слажу да ћуте ако Розалинда испадне из гласања за краљицу пролећног плеса. Брук и Челси такође уништавају хаљине које ће Картер и Розалинда носити за плес. Розалинда чита о нерешеним свадбама у часопису и саопштава Картер да је одлучила да се врати кући. Знајући да је Коста Луна још увек преопасна, Картер потајно смишља план да се представи као Розалинда, а онда се користи као мамац да привуче Кејна у заробљавање. Картер позива господина Еленгантија, Розалиндиног краљевског кројачаа, за помоћ у њеном плану. Он говори Кејну да ће Розалинда присуствовати пролећном плесу и да ће носити плаву хаљину коју он заправо шаље Картер. У међувремену, Розалинда пристаје да остане на плесу како би помогла да догађај буде посебан за групу пријатеља, група девојака носи маске, што помаже Картер да се преруши у Розалинду.
Према плану, Кејн и његови агенти помешали су Картер и Рози и довели је до Кејновог хеликоптера у ноћи плеса. Међутим, након што је освојила титулу краљице пролећног плеса и посветила је Картер, Розалинда открива и уништава план излажући се Кејну, инсистирајући да то није Картерина битка. Агенти Програма заштите за принцезе, укључујући Џоа, чекали су у хеликоптеру и спасили обе девојке. Агенти Програма заштите за принзеце брзо хапсе Кејна и његове присталице и предају их међународним властима.
Рози је крунисана за краљицу Коста Луне са Картер, Џоом, Едом, Софијом и Еленгантинијем.

## Улоге
| Глумац            | Улога                                   |
| ----------------- | --------------------------------------- |
| Деми Ловато       | Розалинда Монтоја Фјоре / Рози Гонзалес |
| Селена Гомез      | Картер Мејсон                           |
| Том Верика        | мајор Џо Мејсон                         |
| Сули Дијаз        | краљица Софија Фјоре                    |
| Џони Реј Родригез | генерал Магнус Кејн                     |
| Џејми Чанг        | Челси Барнс                             |
| Николас Браун     | Ед                                      |
| Роберт Адамсон    | Дони                                    |
| Саманта Дроук     | Брук                                    |
| Кевин Д. Шмидт    | Бул                                     |
| Талија Роденберг  | Маргарет                                |
| Моли Хеген        | директор                                |
| Дејл Дики         | Хелен Дигенерстет                       |
| Рикардо Алварез   | господин Елегантни                      |
| Врајан Тестер     | управник Баркл                          |

## Продукција
Снимање је одржано у Порторику од 14. марта до 18. априла 2008. Сцене у школи као и сцене пролећног плеса снимане су у правој школи у Сан Хуану и сцене на језеру су снимане на језеру Луиза у Трухиљо Алто. Дворац Сералес у Понсу коришћен је за унутрашње и спољашње призоре дворца, док је унутрашње двориште Дворца Еспане у Старом Сан Хуану коришћено за обе сцене крунисања.

## Промоција
Дизни канал је промовисао филмски премијерни викенд нудећи никад раније виђене епизоде њихових оригиналних серија Чаробњаци са Вејверли Плејса и Сани, звезда у успону као онлајн награду ако су гледаоци могли правилно израчунати колико се пута речи „princess”, „princesses” и „princesa” се говоре током филма и уносе тачан број у одељак на њиховом сајту.

## Критике
Лора Фрајс из часописа Variety описује филм као „светло као љетни поветарац на Луизијани”. Иако филм није залутао далеко од Дизнијеве формуле, Лора је похвалила и писца Ени Дијанг за пружање лепих порука девојкама о самопоштовању. Лора је рекла да филм треба да буде хит са циљном публиком канала.

## Гледаност
Филм је гледало 8,5 милиона гледалаца током премијерне ноћи, чинећи Дизни канал најгледанијом телевизијом у временском слоту, са готово двоструким гледаоцима Си-Би-Еса у то време.